# Мавродін Володимир Васильович
Мавродін Володимир Васильович (12 (25) лютого 1908, Російська імперія — 20 листопада 1987 Ленінград, РРФСР, СРСР) — російський і радянський історик-медієвіст сходозахідного, ромейського і волоського походження.

## Життєпис
Мавродіни - одна з гілок роду Мавроді, нащадків ромеїв, греків і волохів, що проживали на теренах колишньої Візантії у складі Османської імперії, згодом емігрували на терени Російської імперії.
По закінченні середньої школи в Рильську 1926 року вступив до Ленінградського університету на факультет мовознавства і матеріальної культури, де під керівництвом професора Б. Грекова відбулося його становлення як вченого. 
1933 року захистив кандидатську дисертацію за темою: рос. «Хозяйство крупного феодала семнадцатого века», а 1940 на основі монографії «Очерки истории Левобережной Украины (с древнейших времен до второй половины XIV века)» — докторську. У 1930—1937 роках — молодший, потім старший науковий співробітник Державної академії історії матеріальної культури. Понад 40 років завідував кафедрою історії СРСР, а у 1940—1949 й 1959—1971 роках був деканом історичного факультету Ленінградського університету.
Перу Мавродіна належить близько 400 наукових праць. З-поміж останніх особливо помітними були монографії «Образование Древнерусского государства» (1945), «Древняя Русь» (1946), «Очерки по истории феодальной Руси», «Начало мореходства на Руси» (обидві 1949), «Русское мореходство на южных морях (Черном, Азовском и Каспийском с древнейших времен и до XVI века включительно)» (1955), «Народные восстания в Древней Руси XI—XIII вв.» (1961), а також лекційний курс «Образование Древнерусского государства и формирование древнерусской народности» (1971). Під його редакцією в 1961—70 роках видана «Крестьянская война в России в 1773–1775 годах» (у 3-х т.). Він був також ініціатором і головним редактором історіографічних праць з історії Київської Русі: «Советская историография Киевской Руси» (1978) і «Советское источниковедение Киевской Руси» (1979).

## Праці
- Очерки истории Левобережной Украины с древнейших времен до второй половины XIV в. Л., 1939;
- Народные восстания в Древней Руси XI—XIII вв. М., 1961;
- Образование Древнерусского государства и формирование древнерусской народности. М., 1971;
- Происхождение русского народа. Л., 1978.